# Gmina Gornja Rijeka
Gmina Gornja Rijeka (chorw. Općina Gornja Rijeka) – gmina w Chorwacji, w żupanii kopriwnicko-kriżewczyńskiej. W 2011 roku liczyła  1779 mieszkańców.